# Casiano Aparicio
Casiano Aparicio (1800-1836) fue un militar argentino que participó de la guerra de independencia, y brevemente de las guerras civiles argentinas.

## Biografía
Casiano Aparicio nació en Buenos Aires en 1800, hijo del coronel José Javier Aparicio y de Encarnación Iriarte. Al igual que su padre luchó en el sitio de Montevideo (1812) como cadete en su mismo regimiento, el América, y asistió la capitulación de la plaza el 23 de junio de 1814.
Siguiendo también el destino de su padre, entonces teniente coronel, se incorporó en 1815 al Ejército del Norte, pero se sumó luego a las fuerzas del general Martín Miguel de Güemes.
Tras la sublevación de Arequito regresó a Buenos Aires y se sumó luego a las fuerzas del general Juan Antonio Álvarez de Arenales en 1824. Prestó servicios en el Ejército Libertador al mando de Simón Bolívar hasta fines de 1828 en que fue promovido a sargento mayor y regresó a Buenos Aires, donde en 1829 se incorporó a las fuerzas al mando de Juan Manuel de Rosas. 
Incorporado al Batallón Defensores de Buenos Aires fue promovido a teniente coronel graduado en 1832 y efectivo en 1834, año en que se convirtió en edecán de Rosas.
En 1835 era considerado un "lomo negro empecinado" (partidarios de Juan Ramón Balcarce). 
Falleció el 7 de septiembre de 1836 en Buenos Aires. Estaba casado con Francisca Javiera Castañón.